# 紀州犬
紀州犬是原產於日本和歌山縣原産的一種日本犬。紀州犬在日本犬裡為中型犬，於昭和九年（1934年）繼秋田犬與甲斐犬之後被指定為天然紀念物。

## 簡介
紀州犬相當適合當作家犬，在日本犬裡飼養數量也僅次於柴犬。
該犬種是在紀伊國（今日本和歌山縣到三重縣熊野地方）的山岳地帶，即紀伊山地周邊被用來協助狩獵野豬等工作的土狗品種固定後所培育出來的犬種，現在在近畿地方南部也有許多將紀州犬當作家犬的愛好者。不過，也有繼續將紀州犬培育來狩獵野豬的專門訓練所。

## 歷史
在1934年5月1日時，日本文部省（今文部科學省）依照文化財保護法將紀州犬指定為天然紀念物。而因為如此，做為紀州犬產地的和歌山縣對於紀州犬的保護投入心力，而和歌山市教育委員會則會將「優良紀州犬章」贈予作為犬種極為優良的紀州犬，為了品種的保存而努力。

## 特徵
有張鼻樑直接突出的臉、像別針般立著的三角耳與細長的三角眼（虹膜為褐色），可見到典型的日本土狗特徵，尾巴不是像柴犬等常見的捲尾而有許多是像狼一般的向前垂下的尾巴。
由硬直的上毛與柔軟密生的下毛所覆蓋的身軀有相當結實的肌肉，頭部則稍稍大了些，其下巴與踏在地面張開的四肢的肌肉特別地發達。紀州犬乍看之下有著粗胖的臉頰的豐滿容貌在呈現精悍一面的同時也予人溫和的印象。
現在紀州犬上大致上都是長著白毛的個體，但也承認虎斑色、芝麻色毛的個體。而關於紀州犬為何是白色的原因有很多，一說是為了避免在幽暗的山林中被當成野豬而誤射，但也有說法認為實際上是最近喜歡白色的傾向為主要因素，而到昭和時期為止有顏色的紀州犬也沒變得比較少。此外本來除了白、虎、芝麻之外，斑毛的紀州犬也很多，但從1934年被指定為天然紀念物之後，由於將毛色試圖統一的結果，斑毛紀州犬便消失了。
- 身高：雄49－55cm/雌46－52cm
- 體重：雄17－23kg/雌15－18kg

## 特性
紀州犬本來培育的目的是「在紀伊山地周邊的山村協助狩獵野豬以及其他各種工作」，有段時間也被用來獵鹿。
- 以據說即使單槍匹馬也能打倒野豬的勇猛而著名的優良犬種，天性有粗暴的傾向。因為這樣所以若是怠於訓練將其野放的話會變成非常具有攻擊性，有噬咬人類（尤其是飼主家庭以外的人）與狗的危險性。但是施以適當訓練的話會變成很優秀的家犬，即使有幼童的家庭也沒有問題可以飼養。
- 由於日本土狗的一般特性是對於主人十分忠心而對於外人則予以警戒，所以當看門狗也很適合。不過基於做為大型動物狩獵犬的特性，很少會做沒用的吠叫，所以比起威嚇更傾向擊退敵人。對於可能傷害自身與家庭的對手，會用強勁的下顎毫不留情地咬住不放。
- 體質非常健康而很容易照顧，遺傳病很少。
- 由於擁有在山地狩獵也能應付的體力與耐力，所以飼育時對於充足的運動相當要求。因此，飼育環境是郊外的獨門獨院或農村地區的話會更為理想。

## 狩獵
身為在紀伊山地廣闊的闊葉林中狩獵野豬專家的紀州犬，已經活躍了不知幾個世紀，而其祖先是從西元前邊居住在當地的中型犬。
傳統的野豬狩獵是由7、8個拿著獵槍的獵人，而每個獵人牽著3、4隻獵犬從某座山山腳分散進入森林，而後憑著聲音追趕的方式進行。
而通常因為中型犬隨便對體重在100公斤以上擁有銳利獠牙的野豬飛撲的話很容易會被打飛而受重傷，所以狗的重要職責與其說是對野豬加以攻擊還不如說是當將野豬困在一個地方。狗在獵人到達之前會將姿勢壓低並從遠處包圍野豬周圍並加以挑釁，等到野豬疲憊時再予以狙擊，獵人再予以了斷。不過也有獵人沒有到達等情況下，靠獵犬自己就成功獵到野豬的罕見情況。
此外，傳說紀州犬在狩獵野豬時，公狗會從前方而母狗則會從後方予以夾擊逼迫。

## 傳說
在日本江戸時代，紀伊國阪本村的鐵砲名人彌九郎在山路上走著的時候，遇到了一隻痛苦的狼。而在彌九郎覺得狼很可憐而幫助牠之後，他在家門前發現有一隻覺得可能是狼的小孩的幼犬。彌九郎將這隻幼犬叫做「滿（マン）」並撫養長大，而在新宮城主正狩獵時，一頭野豬突然闖了進來，而「滿」擊退野豬後，牠的名聲因而大了起來。
這隻名為「滿」的狗傳說就是紀州犬的祖先，而也就是說紀州犬繼承了狼的血統。順帶一提，彌九郎的墓就在熊野觀音札所第17號水月山岩洞院（三重縣南牟婁郡御濱町阪本）。

## 被視為危險犬種（特定犬）
日本一部份的地方自治體認為紀州犬是對人類有危害可能的犬種，而將之指定為「特定犬」。
而除了紀州犬之外，被指定為「特定犬」的犬種還有土佐鬥犬、秋田犬、德國牧羊犬、杜賓犬、大丹狗、聖伯納犬、美國比特鬥牛㹴。
此外，在英國、法國與德國等國家，土佐鬥犬等鬥犬被視為「危險犬種」，被指定為寵物飼養的限制對象，雖然還是有飼養可能，但必須負起安裝口輪等裝備的重大管理義務。不過在日本雖然因飼主隨便管理而導致特定犬咬傷人的事件也層出不窮，但現在仍未制定相關具法律效力的飼育規則。

## 地犬
紀伊半島的地犬犬種在被指定為天然紀念物的時候，以下犬種全被視為紀州犬而受到指定。
- 太地犬
- 熊野犬
- 日高犬
- 高野犬
- 明神犬
- 那智犬

## 外部連結
- 社団法人 天然記念物紀州犬保存会